# Алекса Раичевић
Алекса Раичевић (Ваљево, 23. август 1989) српски је глумац.

## Филмографија
| Год.   | Назив                   | Улога               |
| 2010-е | 2010-е                  | 2010-е              |
| ------ | ----------------------- | ------------------- |
| 2018.  | Ургентни центар         | Наркоман            |
| 2019.  | Петак 13. - Паклени рај | Радник у паклу      |
| 2019.  | Група                   | Чувар на градилишту |
| 2019.  | SEAL Team               | Enemy Combatant     |
| 2019.  | Државни службеник       | Скинхед             |
| 2020-е |                         |                     |
| 2020.  | Игра судбине            | Робијаш             |
| 2020.  | Идеалан посао           | Полицајац           |
| 2020.  | Тајкун                  | Милша               |
| 2020.  | Југословенка            | Ранко Трифуновић    |
| 2021.  | Тајна винове лозе       | Полицaјац           |
| 2021.  | Коло среће              | Бизнисмен           |
| 2021.  | Династија               | Здравко             |